# Gynoplistia alice
Gynoplistia alice là một loài ruồi trong họ Limoniidae. Chúng phân bố ở miền Australasia.